# Marie-Ange Mushobekwa

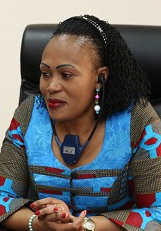
Marie-Ange Mushobekwa em 2017

Marie-Ange Mushobekwa é uma política congolesa. Ela atua como Ministra dos Direitos Humanos da República Democrática do Congo.